# Edificio Wilton Paes de Almeida
El Edificio Wilton Paes de Almeida fue un edificio histórico ubicado en Largo do Paiçandu, en la ciudad de São Paulo, Brasil. Diseñado en estilo modernista por el arquitecto Roger Zmekhol, tenía 24 plantas y estaba considerado un bien de interés histórico, arquitectónico y paisajístico, lo que aseguraba la conservación de sus características exteriores. Por esta razón, fue listado por CONPRESP en 1992.

## Historia
Su construcción tuvo lugar en la década de 1960. Fue inaugurado en 1968, para ser la sede del conglomerado empresarial del político y empresario Sebastião Paes de Almeida, siendo nombrado en honor al hermano mayor de Sebastião. El edificio ocupaba un solar de 650 m² y la superficie construida ascendía a 12.000 m²; su estructura era metálica con losas de hormigón. Entre las principales empresas que ocuparon inicialmente el edificio estaban CVB – Companhia de Vitrais do Brasil, Oleogazas, Socomin y sucursales del Banco Nacional do Comércio de São Paulo SA y Banco Mineiro do Oeste SA, en el que Sebastião era el accionista mayoritario. Debido a deudas con la Receita Federal, el edificio pasó a ser propiedad del Gobierno Federal, que utilizó el edificio como sede de la Policía Federal en São Paulo, entre 1980 y 2003, y también agencia del INSS, en la primera piso. Tras la salida de la Policía Federal, el inmueble fue abandonado y pasó a ser ocupado por movimientos sociales.

## Arquitectura
El edificio se definió como un ejemplo de arquitectura modernista, con características del típico edificio miesiano. La estructura de hormigón armado constaba de pilares rehundidos, que soportaban losas nervadas en voladizo, con cantos cada vez más finos, alcanzando los 5 cm en los extremos. En el tramo "H", los pilares también distribuyen las canalizaciones de climatización empotradas a todas las plantas del edificio. En la fachada, el delgado espesor de las losas permitió utilizar un marco de aluminio igualmente delgado que fija las láminas de vidrio verde, en el concepto de "muro cortina", o "piel de vidrio". En el lado opuesto de la entrada, un bloque de circulación y servicios, con tres ascensores y una escalera, daba acceso a los niveles superiores. Una majestuosa escalera circular componía el aspecto de la planta baja.

## Incendio y colapso
El incendio comenzó en el quinto piso del edificio alrededor de las 4:20 am GMT (1:20 am hora local) en las primeras horas del 2 de mayo de 2018 (tarde en la noche del 1 de mayo, Día Internacional de los Trabajadores), y colapsó unos 90 minutos después. La causa del incendio fue un cortocircuito en un multicontactos conectado a un microondas, televisión y refrigerador. El fuego se propagó a un edificio contiguo, que no corría peligro de colapsar. La parte central de la adyacente Iglesia Evangélica Luterana de São Paulo también fue destruida durante el derrumbe del edificio.
En el momento del incendio, 372 personas (146 familias) ocupaban el edificio. Las estructuras vivas de madera improvisadas ayudaron a propagar el fuego por todo el edificio, con los huecos vacíos donde antes los ascensores actuaban como un chimenea. Alrededor de 160 bomberos acudieron al lugar. Al menos una persona murió, que estaba siendo rescatada usando una cuerda de acero cuando el edificio se derrumbó. Todavía se desconoce el número exacto de muertos y heridos, ya que el edificio estaba ocupado en su mayoría por personas sin hogar. Inicialmente, se pensó que el incendio había sido causado por una explosión de gas.
El 18 de mayo, 2 vecinos del edificio seguían desaparecidos. El primer cuerpo fue encontrado el 4 de mayo, con seis personas desaparecidas. Antes del colapso, el edificio había sido inspeccionado recientemente y no se había informado ningún riesgo estructural; esta investigación se reabrió después del derrumbe, junto con una nueva inspección de otros 70 edificios en São Paulo.